# Bruinborstparkiet
De bruinborstparkiet (Pyrrhura calliptera) is een vogel uit de familie Psittacidae (papegaaien van Afrika en de Nieuwe Wereld). Het is een kwetsbare, endemische vogelsoort in Colombia.

## Kenmerken
De vogel is 22 tot 23 cm lang. Het is een groen met bruin gekleurde parkiet. De kruin en de nek zijn bruin, maar de veren daar hebben groene randen. Schuin onder het oog zit een rode vlek, het oog heeft een witte ring. De borst is roodbruin, de buik is groen met in het midden roodachtige vlekjes. De vleugels zijn groen, de handdekveren zijn roodgeel, in zit zichtbaar als een roodgele rand aan de vleugel. De handpennen zijn blauw en de staart is roodbruin.

## Verspreiding en leefgebied
Deze soort is endemisch in het oosten van de Andes in Colombia. Het leefgebied zijn natuurlijke hellingbossen en de zone met struikgewas boven de boomgrens tussen de 1850 en 3400 m boven zeeniveau. De vogels verblijven ook in omliggend agrarisch gebied. In de (zuidelijke) winter trekken de vogels naar lager gelegen gebied.

## Status
De bruinborstparkiet heeft een beperkt verspreidingsgebied en daardoor is de kans op uitsterven aanwezig. De grootte van de populatie werd in 2016 door BirdLife International geschat op 3,3 tot 6,7 duizend volwassen individuen en de populatie-aantallen nemen af door habitatverlies. Het leefgebied wordt aangetast door ontbossing waarbij natuurlijk bos wordt omgezet in gebied voor agrarisch gebruik, aanleg van infrastructuur en menselijke bewoning, vooral in terrein onder de 2500 m. Om deze redenen staat deze soort als kwetsbaar op de Rode Lijst van de IUCN.
Er gelden beperkingen voor de handel in deze parkiet, want de soort staat in de Bijlage II van het CITES-verdrag.